# Shady Dale
Shady Dale es un pueblo ubicado en el condado de Jasper en el estado estadounidense de Georgia. En el censo de 2000, su población era de 242.

## Demografía
En el 2000 la renta per cápita promedia del hogar era de $35,469, y el ingreso promedio para una familia era de $36,042. El ingreso per cápita para la localidad era de $10,791. Los hombres tenían un ingreso per cápita de $31,000 contra $21,607 para las mujeres.

## Geografía
Shady Dale se encuentra ubicado en las coordenadas 33°23′58″N 83°35′24″O / 33.39944, -83.59000 (33.399562, -83.589937).
Según la Oficina del Censo, la localidad tiene un área total de 2,2 km² (0,8 mi²), de la cual 2,2 km² (0,8 mi²) es tierra y 0 km² (0 mi²) (0.00%) es agua.